# Around the World (La La La La La)
Around the World (La La La La La) è un singolo del gruppo musicale tedesco A Touch of Class, pubblicato il 9 maggio 2000 come primo estratto dal primo album in studio Planet Pop.
È il brano più conosciuto del gruppo, per il quale è maggiormente ricordato, ed è una cover della canzone Pesenka del gruppo musicale russo Ruki Vverch.

## Video musicale
Nel videoclip vengono mostrati i membri del gruppo felici cantando e divertendosi in macchina.

## Tracce
CD single
1. Around the World (La La La La La) (Radio Edit) – 3:35
2. Around the World (La La La La La) (Club Mix) – 5:37

CD maxi / Australian CD
1. Around the World (La La La La La) (Radio Version) – 3:35
2. Around the World (La La La La La) (Alternative Radio Version) – 3:31
3. Around the World (La La La La La) (Acoustic Mix) – 3:20
4. Around the World (La La La La La) (Rüegsegger#Wittwer Club Mix) – 5:37
5. World in Motion – 3:31

12" maxi
1. Around the World (La La La La La) (Album Version) – 3:35
2. Around the World (La La La La La) (Rüegsegger#Wittwer Club Mix) – 5:37
3. Around the World (La La La La La) (RNT Mix) – 3:08
4. Around the World (La La La La La) (Extended Club Mix) – 4:58
5. Around the World (La La La La La) (Triage Club Mix) – 5:10
6. Around the World (La La La La La) (Acoustic Mix) – 3:20

CD maxi - Remixes
1. Around the World (La La La La La) (Rüegsegger#Wittwer Club Mix - short version) – 3:44
2. Around the World (La La La La La) (RNT Mix) – 3:08
3. Around the World (La La La La La) (Extended Club Mix) – 4:58
4. Around the World (La La La La La) (Triage Club Mix) – 5:10

## Classifiche
| Classifica (1999/2000)                          | Posizione raggiunta |
| ----------------------------------------------- | ------------------- |
| Australian ARIA Singles Chart                   | 11                  |
| Austrian Singles Chart                          | 1                   |
| Belgian (Flanders) Singles Chart                | 10                  |
| Belgian (Wallonia) Singles Chart                | 10                  |
| Canadian Singles Chart                          | 10                  |
| Dutch Mega Top 100                              | 5                   |
| Finnish Singles Chart                           | 7                   |
| French SNEP Singles Chart                       | 12                  |
| German Singles Chart                            | 1                   |
| Irish IRMA Singles Chart                        | 24                  |
| Italian FIMI Singles Chart                      | 16                  |
| Swedish Singles Chart                           | 8                   |
| Swiss Singles Chart                             | 1                   |
| UK Singles Chart                                | 15                  |
| U.S. Billboard Hot 100                          | 28                  |
| U.S. Billboard Hot Latin Tropical/Salsa Airplay | 40                  |
| U.S. Billboard Hot Music/Maxi-Singles Sales     | 34                  |
| U.S. Billboard Rhythmic Top 40                  | 24                  |
| U.S. Billboard Top 40 Mainstream                | 12                  |

| Classifica di fine anno (2000)   | Posizione |
| -------------------------------- | --------- |
| Austrian Singles Chart           | 6         |
| Belgian (Flanders) Singles Chart | 63        |
| Belgian (Wallonia) Singles Chart | 73        |
| French Singles Chart             | 35        |
| Swiss Singles Chart              | 16        |

## Cover

### Altri utilizzi
Nel 2020 la cantante statunitense Ava Max ha ripreso la melodia del brano per il singolo My Head & My Heart. La melodia ed il ritornello principale sono ripresi anche nella canzone di DJ Matrix Courmayeur con Carolina Márquez.